# Der nackte Ritter

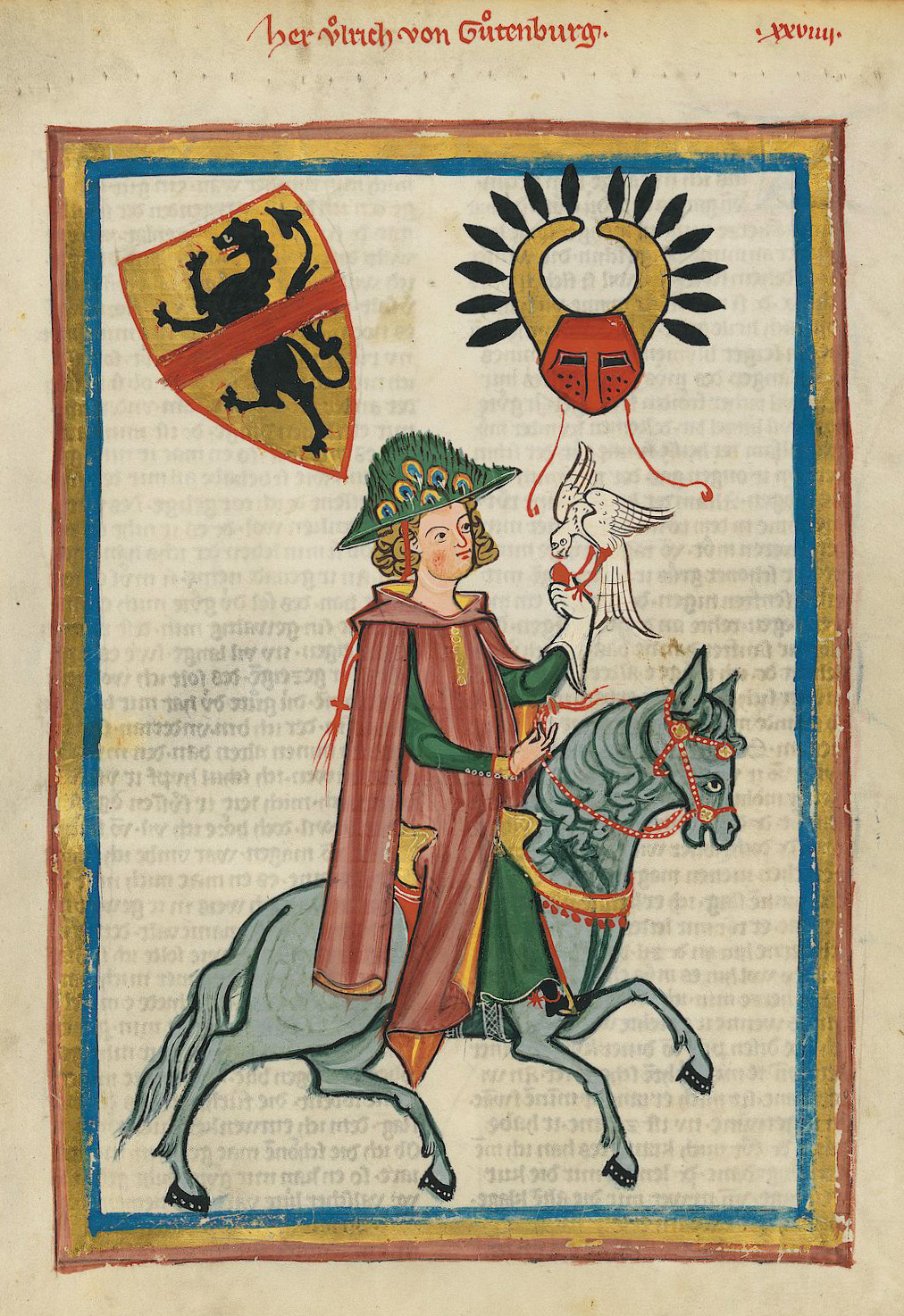
Einsamer Reiter (Codex Manesse)

Der nackte Ritter, eine deutsche Märe, ist ein Schwank des Strickers, eines mittelhochdeutschen Dichters aus der ersten Hälfte des 13. Jahrhunderts.

## Inhalt
Der Schwank zeigt auf, „wie verkehrt es gehen kann, wenn man einem anderen gegen dessen Willen etwas Gutes aufzwingen will.“
Ein Ritter kehrt bei einem „Wirt“ ein, was im Mittelhochdeutschen allgemein „Gastgeber“ bedeutet, also bei einem Burgherrn, der ihn gut bewirtet. Der Wirt lässt ihn durch seinen Koch gut verköstigen und ein Feuer machen. Der Wirt und seine Frau haben drei Töchter, alle sitzen in der Stube beisammen. Als die Hitze im Raum zu groß wird – hübsch doppeldeutig –, nötigt der Wirt seinen Gast, indem die Diener diesem das Oberkleid abziehen, worauf sich herausstellt, dass dieser darunter völlig nackt ist und keine Unterwäsche trägt. Der Gast verlässt daraufhin gedemütigt und zornig die Burg.
Der Stricker schließt an diese Geschichte eine Warnung an die Wirte an, nichts gegen den Wunsch des Gastes zu unternehmen. Die Pointe kann jedoch auch als ambivalent angesehen werden, da sich der Gast der vorbildlichen Bewirtung nicht würdig erweist – worauf die fehlende standesgemäße Kleidung hinweist.